# Lista de emissoras de televisão do Amapá
Esta é uma lista de emissoras de televisão do estado brasileiro do Amapá. São 13 emissoras concessionadas pela ANATEL. Pela lei, uma Retransmissora de Televisão (RTV) dentro da Amazônia Legal pode gerar programação local e comercializar espaços comerciais. As emissoras podem ser classificadas pelo nome, canal analógico, canal digital, cidade de concessão, razão social, afiliação e prefixo.

## Canais abertos
| Nome                  | CA | CD      | Concessão        | Razão social                                      | Afiliação                                               | Prefixo |
| --------------------- | -- | ------- | ---------------- | ------------------------------------------------- | ------------------------------------------------------- | ------- |
| Rede Amazônica Macapá | —  | 6 (28)  | Macapá           | Rádio TV do Amazonas Ltda.                        | TV Globo                                                | ZYA 285 |
| TV Amazônia           | —  | 13 (36) | Macapá           | TV Amazônia Ltda.                                 | SBT                                                     | ZYA 287 |
| TV Assembleia         | —  | 7 (27)  | Macapá           | Senado Federal                                    | .1 TV Senado .3 TV Câmara                               | ZYP 287 |
| TV Equatorial         | —  | 14      | Macapá           | Z Sistema Equatorial de Comunicações Ltda.        | TV Cultura                                              | ZYA 288 |
| TV Equinócio          | —  | 10 (35) | Macapá           | TV Equinócio Comunicações Ltda.                   | Record                                                  | RTV     |
| TV Ferreira Gomes     | 5  | 10 (36) | Ferreira Gomes   | Ferreira Gomes Comunicações Ltda.                 | SBT                                                     | RTV     |
| TV Lupa 1             | —  | 5 (32)  | Macapá           | Sinal Brasileiro de Comunicação Ltda.             | TV A Crítica .2 Lupa 1 FM                               | ZYP 382 |
| TV Macapá             | —  | 4 (34)  | Macapá           | TV Amazônia Ltda.                                 | Rede Bandeirantes                                       | RTV     |
| TV Notícia            | —  | 15      | Macapá           | Rádio Marco Zero Ltda.                            | Record News                                             | RTV     |
| TV Tucuju             | —  | 24      | Macapá           | Beija-Flor Radiodifusão Ltda.                     | RedeTV!                                                 | ZYA 286 |
| TV UNIFAP             | —  | 1 (46)  | Macapá           | Empresa Brasil de Comunicação S.A. - EBC          | TV Brasil .2 Canal Gov .3 Canal Educação .4 Canal Saúde | ZYP 279 |
| TV Verdade            | 7  | 38      | Laranjal do Jari | Jari Comunicações Ltda.                           | SBT                                                     | RTV     |
| TV Verdade            | —  | 22      | Santana          | Sistema Veneza de Comunicação e Publicidade Ltda. | TV Cultura                                              | RTV     |

### Extintos
| Nome                         | Canal | Cidade de concessão | Período de existência |
| ---------------------------- | ----- | ------------------- | --------------------- |
| STN TV                       | 46    | Santana             | 2010-2018             |
| TV Tarumã                    | 16    | Macapá              | ????-2018             |
| TV Santana                   | 42    | Santana             | 2007-2016             |
| TV Esporte Interativo Macapá | 19    | Macapá              | 1993-2013             |